# Юкагир (село)
Юкаги́р — село в Усть-Янском улусе Якутии. Является центром муниципального образования сельское поселение Юкагирский национальный (кочевой) наслег.

## Расположение
Расположено на побережье Янского залива моря Лаптевых.

## Население
| 2002 | 2007 | 2010 | 2012 | 2013 | 2014 | 2015 |
| ---- | ---- | ---- | ---- | ---- | ---- | ---- |
| 106  | ↗127 | ↗128 | ↘123 | ↘122 | ↘120 | ↗126 |
| 2016 | 2017 | 2018 | 2019 | 2020 | 2021 |      |
| ↘123 | ↘122 | ↗124 | ↗125 | ↘124 | ↗128 |      |

## Палеонтология
- В 2002 году возле реки Муксунуоха в 30 км от посёлка Юкагир школьники Иннокентий и Григорий Гороховы нашли голову самца мамонта. Радиоуглеродный анализ дал абсолютный возраст 18,4 тыс. лет (время максимума сартанского оледенения). Изучение качественного состава гумуса погребённых почв верхнего плейстоцена на месте находки Юкагирского мамонта позволило отнести их не к тундровой, а к степной формации. В позднем плейстоцене низменность представляла собой обширное тундростепное пространство с богатой травяной растительностью[13]. Хорошая сохранность головы юкагирского мамонта позволила стать ей центральным экспонатом всемирной выставки ЭКСПО-2005 в Японии[14].
- В 2010 году членами общины Юкагир на берегу моря Лаптевых была обнаружена мумия шерстистого мамонта весом 106 килограмм. Обнаруженного мамонтёнка назвали по названию общины — мамонтёнок Юка. Животное погибло около 39 тыс. л. н. в возрасте 6—9 лет[15].
- В августе 2011 года на берегу озера Чукчалах в Яно-Индигирской низменности, примерно в 100 км юго-западнее места находки мамонта и лошади[16], был найден степной бизон вида Bison priscus возрастом 9310 лет (юкагирский бизон[17]) — первый представитель этого вида полорогих, найденный со всеми частями тела и внутренними органами. Также были обнаружены останки трупа взрослой кобылы возрастом 4630 лет (юкагирская лошадь)[18]. Юкагирский бизон умер около 10 500 календарных л. н. (поздний дриас)[19]. Растерзанная хищником юкагирская лошадь возрастом около 5 лет была найдена на местонахождении Ойягосский яр на южном берегу пролива Дмитрия Лаптева, в 30 км к западу от устья реки Кондратьева[20].